# 樋口真嗣
樋口真嗣（日语：／ Higuchi Shinji，1965年9月22日 - ）日本特效導演、电影导演、映像作家、装幀家。東京都新宿区出生，一直居住在茨城县古河市。茨城县立古河第三高等学校畢業。
樋口因參與特攝電影《平成卡美拉三部曲》的特攝製作而聞名，並憑藉該作獲得了第19屆日本電影學院獎的特別技術獎。2005年，他在《魔女潛艦》中首次執導長篇電影。他的第二部長片作品《日本沉沒》（2006年）則獲得文春喜一奬第二名。近年，他參與了真人演出特攝電影《進擊的巨人》（2015年）、《正宗哥吉拉》（2016年）及《新·超人力霸王》（2022年）的導演一職，並在日本取得了巨大成功及獲得了國際評論家的普遍好評。

## 经历
樋口於1965年9月出生於東京新宿。上初中的時候，由於和正在做廣告的阿姨帶他見學東寶工作室，樋口受到東寶的特效團隊所啟發，而經常去拍攝現場學習。觀摩電影《聯合艦隊》的拍攝。
高三時，他就開始以觀察員的身份協助製作《再見木星》和《零戰燃燒》等特攝作品，1984年，樋口進入日本電影業，擔任《哥吉拉》的助理造型師。被正式聘為美術總監井上泰幸的助手。在井上的領導下，樋口的主要工作是根據圖紙剪紙和製作模型。兩年後，他為業餘團隊DAICON FILM的特攝電影《八岐之大蛇的逆襲》負責擔任特攝導演的工作。因此與庵野秀明保持密切的關係，並擔任動畫電影《王立宇宙軍》的助理導演。作來作為DAICON FILM/Gainax創立的關鍵成員，樋口曾於《新世紀福音戰士》（1995年）擔任該系列的作家和藝術總監/分鏡板。他也是該劇主角碇真嗣的命名來源。
1992年，樋口憑藉他為東京消防局製作的災難片《太陽破裂之日：東京大地震》首次擔任電影導演
。並於1995年因在《卡美拉 大怪獸空中決戰》中擔任特攝導演，而獲得日本學院獎特別獎。
自2015年至2016年間，樋口擔任真人電影《進擊的巨人》系列之導演一職，後於2016年7月29日，其與總導演庵野秀明執導的《正宗哥吉拉》上映。成為目前執導生涯中票房成績最佳的真人電影作品。並於2017年憑藉該作獲得了第40回日本電影學院獎。
2018年，參與個人TV動畫《飛龍女孩》並擔任總導演一職，2019年起，則以導演身份開始進行電影《新·超人力霸王》的製作，該部作品最後於2022年5月13日於日本上映。

## 作品

### 导演作品

#### 电视剧
- 《冒險少女娜汀亞》（1990年 - 1991年） - （島篇之后的导演、分镜）[11]
- 《銀河冒險戰記 胎動篇》-  导演・責任編集・企画協力
- 《銀河冒險戰記 激闘編》-  导演・責任編集
- 《MM9》（2010年）-  电视系列总导演
- 《飛龍女孩》（2018年）-  原作・总导演

#### 电影
- 《太陽が引き裂かれた日～東京大地震》（1992年）
- 《飛ぶ～こんな夢を見た》（1999年）／劇場未公開
  - 原作・黑泽明 《夢》
- 《ミニモニ。THE（じゃ）ムービー お菓子な大冒険!》（2002年）※「ヒグチしんじ」名義
- 《魔女潜舰》（2005年）-  导演、特效导演
- 《日本沉没》（2006年）
- 《黃金公主：敵中突破（日语：隠し砦の三悪人 THE LAST PRINCESS）》（2008年）
- 《傀儡之城（日语：のぼうの城）》（2012年上映） - 與犬童一心共同执导
- 《進擊的巨人》（2015年上映）
- 《正宗哥吉拉》（2016年）[12]
- 《新·超人力霸王》（2022年）[13]
- 《新幹線驚爆倒數》（2025年）

#### PV
- 《仲夏的Sounds good!》AKB48（2012年）

### 特摄导演作品

#### 电影
- 《八岐之大蛇的逆襲》（1985年）
- 《米卡機器人（日语：ミカドロイド）》（1991年）
- 《未來的回憶》（1992年）
- 《卡美拉 大怪獸空中決戰》（1995年）
- 《卡美拉2 雷吉翁襲來》（1996年）-  特技导演・怪兽设计
- 《宇宙貨物船殘骸6（日语：宇宙貨物船レムナント6）》（1996年）
- 《新世紀福音戰士劇場版：Air/真心為你》〈真人拍摄部分〉（1997年）-  特技导演・分镜・剧本・作画監督
- 《卡美拉3 邪神覺醒》（1999年）
- 《咲夜妖怪傳（日语：さくや妖怪伝）》（2000年）
- 《修羅雪姬》（2001年）
- 《手槍歌劇（日语：ピストルオペラ）》（2001年）
- 《G.R.M. THE RECORD OF GARM WAR（ガルム戦記）》（目前暂停中）
- 《Ribbon（2022年）- 特技監督

### 其他参与作品
- 《哥斯拉》（1984年）-  特殊造形助手
- 《再見木星（日语：さよならジュピター）》（1984年）-  特殊造形助手
- 《王立宇宙軍》（1987年）-  副导演・プロダクションデザイン・レイアウト
- 《DRAGON QUEST FANTASIA VIDEO》（1988年）-  特殊撮影アドバイザー
- 《老猫》（1988年）-  特殊技術
- 《飛越巔峰》（1988年）-  分镜・設定
- 《帝都物語》（1988年）-  分镜
- 《帝都物語》（1988年）-  原画
- 《丹波哲郎的大靈界（日语：丹波哲郎の大霊界 死んだらどうな）》（1988年）-  分镜
- 《超人力霸王是怎樣煉成的》（1988年）-  装丁
- 《星光森林的月之船（日语：ウルトラマンをつくった男たち_星の林に月の舟）》（1989年）-  特摄演出
- 《孔雀王 アシュラ伝説》（1990年）-  分镜
- 《超異象之謎：星辰傳說》（1990年）-  分镜
- 《超高層狩獵（日语：超高層ハンティング）》（1990年）-  分镜
- 《衛斯理之老貓》（1991年）-  特殊技術
- 《御宅族的錄影帶》系列（1991年）-  分镜
- 《機械巨神 地球靜止之日》（1992年）-  分镜
- 《想成為超人力霸王的男人（日语：ウルトラマンになりたかった男）》（1993年）-  特摄分镜
- 《超人力霸王帕瓦德》（1993年）-  分镜・特摄監修・建筑模型改修
- 《Macross Plus》（1994年）-  2・3話、劇場版分镜
- 《新世紀福音战士》（1995年）-  8・9話分镜、17話・18話脚本
- 《爱与时尚》（1998年）-  撮影・友情特殊技術
- 《进化战记》（1999年）-  24話分镜
- 《YASHA-夜叉-（日语：YASHA-夜叉-）]》（2000年）-  VFXコーディネーター
- 《FLCL》（2000年）-  ゲストメカニックデザイン
- 《哈姆太郎：哈姆哈姆樂園大冒險》（2001年）-  CG导演
- 《哥吉拉·摩斯拉·王者基多拉 大怪獸總攻擊》（2001年）-  特摄分镜（ノークレジット）
- 《阿倍野桥魔法商店街》（2002年）-  魔法陣シークエンス
- 《滿天（日语：まんてん）》（2002年）-  OP演出
- 《神奇寶貝劇場版：七夜的許願星 基拉祈》（2003年）-  分镜
- 《銀河冒險戰記》（2003年）-  企画協力・OP分镜
- 《深海潛艦707R》（2003年）-  予告編演出
- 《龍頭》（2003年）-  視覚効果设计
- 《CASSHERN（日语：CASSHERN）》（2004年）-  バトルシーンコンテ
- 《甜心戰士》（2004年）-  企画協力・分镜
- 《NIN×NIN 忍者服部君 THE MOVIE》（2004年）-  分镜
- 《髑髏城七人（日语：髑髏城の七人）》（2005年）- アオドクロ版映像スタッフ
- 《SHIROH（日语：SHIROH）》（2005年）-  映像スタッフ
- 《飛越巔峰2》（2005年）-  1話分镜
- 《裝甲核心系列：最後的烏鴉（日语：アーマード・コア ラストレイヴン）》（2005年）-  ムービー演出・編集・CM导演
- 《戰國自衛隊1549》（2005年）-  企画協力
- 《教えてください。富野です》（2005年）-  装丁
- 《四季系列（日语：真賀田四季）》（2006年）-  文庫版装丁
- 《鬼面騎士》（2007年）-  片头分镜
- 《G系列（日语：Gシリーズ (小説)）》（2007年）-  文庫版装丁
- 《西遊記(2007年電影)（日语：西遊記 (2007年の映画)）》（2007年）-  分镜
- 《福音战士新劇場版：序》（2007年）-  新作・分镜
- 《髑髏城七人》（2008年）-  讲谈社文庫版・装丁
- 《空中殺手》（2008年）-  GyaOスペシャル预告片演出
- 《長髪大怪獣格瓦拉（日语：長髪大怪獣ゲハ）》（2009年）-  NHKテレ遊びパフォー!番組内企劃短編映画－製作総指揮
- 《大盜五右衛門_(電影)》 （2009年）-  協力
- 《福音战士新劇場版：破》（2009年）-  分镜・印象绘・脚本協力
- 《兽之奏者》（2009年）-  讲谈社文庫版・装丁
- 《香格里拉》（2009年）-  标题Logo设计・OP分镜
- 《突击少女》（2009年） - 宣傳美術
- 《ロックドリルの世界 ～地底世界の超機械巨神～》（2009年）-  製作総指揮
- 《ASSAULT GIRLS》（2009年）-  宣伝美術
- 《精靈寶可夢集換式卡片遊戲》（2009年）-  LEGEND拡張パック「ハートゴールドコレクション」「ソウルシルバーコレクション」イラスト構図
- 《機動战士GUNDAM UC》（2010年）-  角川文庫版・装丁
- 《吊带袜天使》（2010年）-  6・20話分镜
- 《鉄拳 BLOOD VENGEANCE》（2010年）-  印象绘・分镜
- 《永恆的永遠》（2011年）-  第三章回想原畫分鏡
- 《宇宙戰艦大和號2199》（2012年）- 3・13・15・23話原畫
- 《福音战士新劇場版：Q》（2013年）- 原畫/形象板/設計作品/動畫素材
- 《SHIRO'S SONGBOOK 'Xpressions' Shiro SAGISU》（2013年） - 筆記插圖
- 《信長之野望·創造》（2013年）- 開頭、片尾動畫
- 《KILL la KILL》（2014年） - 15話原畫
- 《宇宙戰艦大和號2199星巡方舟》（2014年） - 原畫
- 《帝都》 Blu-ray COMPLETE BOX（2015年） - アウターケース・BDジャケットデザイン
- 《最後的德魯伊：加爾姆戰爭》（2015年） - 絵コンテ
- 《進撃的巨人》（2016年、PlayStation 3、PlayStation 4、PlayStation Vita） - オープニングムービー監督
- 《信長之野望·大志》（2017年） - オープニングムービー監督
- 《CR小鋼珠機 超人七號2》（2018年） - 実写パート監督
- 《進撃的巨人》（2018年） - 原畫
- 《福音戰士新劇場版：終》（2021年）- 繪畫分鏡、形象板[14]
- 《假面騎士BLACK SUN》（2022年）- 視覺概念[15]
- 《信長の野望・新生》（2022年） - オープニングムービー監督

## 出演

#### 电影
- 《哥吉拉vs摩斯拉》（1992年）-  飾 在名古屋电视塔里的男子
- 《GAMERA1999》（1999年）
- 《关于莉莉周的一切》（2001年）-  飾 在秋叶原恐吓高中学生的成年人
- 《武者回歸》（2002年）-  飾 科学家
- 《立喰師列伝（日语：立喰師列伝）》（2006年）-  飾 牛丼的牛五郎
- 《死亡河童（日语：死亡河童）》（2006年）-  飾 記者（友情出演）
- 《中場休息（日语：中場休息）》（2013年）-   ヒグボマー
- 《8天內死亡的怪物第12個故事（日语：カプセル怪獣計画#8日で死んだ怪獣の12日の物語） （2020年）- 樋口導演

#### 电视
- 《私家偵探濱邁克（日语：私立探偵_濱マイク）》「名前のない森」（2002年） - 19号 役
- 《映画達人（日语：映画の達人）》（2008年） - SF映画について語った
- ディープピープル（2012年） - NHK総合の鼎談番組、特撮をテーマとした回に出演
- 岩井俊二のMOVIEラボ（2015年、NHK Eテレ）
- 《SWITCH 面試大師（日语：SWITCHインタビュー）》 達人達「みうらじゅん×樋口真嗣」（2021年8月28日、NHK Eテレ）
- 《閒逛藝術和博物館（日语：ぶらぶら美術館・博物館）》（2021年11月2日、BS日テレ） - 「庵野秀明展」解説者。

#### 配音作品
- 他和她的事情（1998年）-  成員B

## 获奖经历
- 第19回日本電影學院獎 特技賞（《卡美拉3 邪神覺醒》）
- 第17回横滨电影节 特技賞（《卡美拉3 邪神覺醒》）
- 第40回日本電影學院獎 最佳导演（《正宗哥吉拉》）
- 第26回東京體育電影大獎（日语：東京スポーツ映画大賞） 監督賞（《正宗哥吉拉》）
- 第37回日本SF大賞 特別賞（《正宗哥吉拉》）
- 第20屆日本新媒體動漫藝術節娛樂部門大賞（《正宗哥吉拉》）

## 著作
- 暴风女神、浮上（福井晴敏共著、讲谈社、2005年1月）
- 映画「暴风女神」短篇画集（讲谈社、2005年4月）
- 爆発道場 福井晴敏×樋口真嗣 （福井晴敏共著、角川书店、2005年8月）